# Masacres de Durango de 2011
La masacre de Durango 2011 fue una serie de asesinatos masivos que ocurrió en 2011. Donde se encontraron 340 cuerpos en fosas comunes cercanas a 
la ciudad de Victoria de Durango. Estas fosas comunes son las primeras de su tipo en el estado de Durango y  las terceras en México. Estas fosas comunes tiene más cuerpos que las masacres previas Primera masacre de San Fernando con 72 cuerpos de inmigrantes y la Segunda masacre de San Fernando donde se encontraron 193 que fueron secuestrado de buses, estas masacres fueron atribuidas al cartel de Los Zetas. Desde abril de 2011, se encontraron 7 fosas comunes en los alrededores de Victoria de Durango. Una de estas fosas fue encontrada en un parque de reparación de autos con 83 cuerpos.
Los medios mexicanos informan que se han encontrado 249 cuerpos hasta ahora, mientras otros medios dicen que han sido descubiertos 340 en fosas comunes.